# Untere Burg (Rheinbreitbach)
Die Untere Burg in Rheinbreitbach, einer Ortsgemeinde im rheinland-pfälzischen Landkreis Neuwied, geht spätestens auf die zweite Hälfte des 14. Jahrhunderts zurück. Die Wasserburg war Stammsitz der Herren von Breitbach, von ihrem Hauptgebäude sind nur die Grundmauern erhalten.

## Lage
Das Gelände der Unteren Burg, so genannt zur Unterscheidung von der südlicher gelegenen Oberen Burg, liegt auf 80 m ü. NHN im Rheinbreitbacher Ortszentrum und schließt sich östlich an die Pfarrkirche St. Maria Magdalena und die Burgstraße an. Im Süden wird das Gelände von der Westerwaldstraße (Rheinbreitbach–Breite Heide) begrenzt, im Norden vom Breitbach.

## Geschichte
Das Adelsgeschlecht der Herren von Breitbach ist seit der Mitte des 13. Jahrhunderts urkundlich belegt. 1264 besaßen sie als kurkölnisches Lehen einen Hof im Mühlental (damalige Bezeichnung für das Tal des Breitbachs). Zu ihm gehörte auch ein Haus, das als Vorgängerbau der späteren Burg angesehen wird. 1473 verlegten die Herren von Breitbach ihren Sitz auf das Schloss Bürresheim bei Mayen, behielten aber die Burg und ihren Besitz in Rheinbreitbach. 1613 wurden umfangreichere Reparaturen an dem Gebäude durchgeführt, ebenso im Jahre 1661 nach einer Zerstörung durch schwedische Truppen. Weitere Baumaßnahmen sind für die Jahre 1707/08, 1726 und zuletzt 1764 erwähnt, als es zum Abriss von Nebengebäuden kam. 1797 endete die männliche Linie des Adelsgeschlechtes, die Untere Burg wurde an den Enkel der Schwester des letzten männlichen Repräsentanten vererbt, den Grafen Clemens Wenzeslaus von Renesse.
Die Burg verblieb im Besitz der Familie von Renesse, spätestens nach dem Zweiten Weltkrieg verfiel und verwilderte diese aber immer mehr und wurde schließlich Ende der 1960er-Jahre bis auf Reste niedergelegt. In den 1970er-Jahren musste auch der Großteil der ehemaligen Umfassungsmauer dem Ausbau der Westerwaldstraße weichen. Von Ende 2006 bis Frühjahr 2009 wurden die Grundmauern der Burg im Rahmen einer parkartigen Neugestaltung des umliegenden Geländes unter dem Namen Renesse-Platz freigelegt und als Trockenmauer restauriert, um sie dauerhaft als Bodendenkmal erhalten und öffentlich präsentieren zu können.

## Anlage

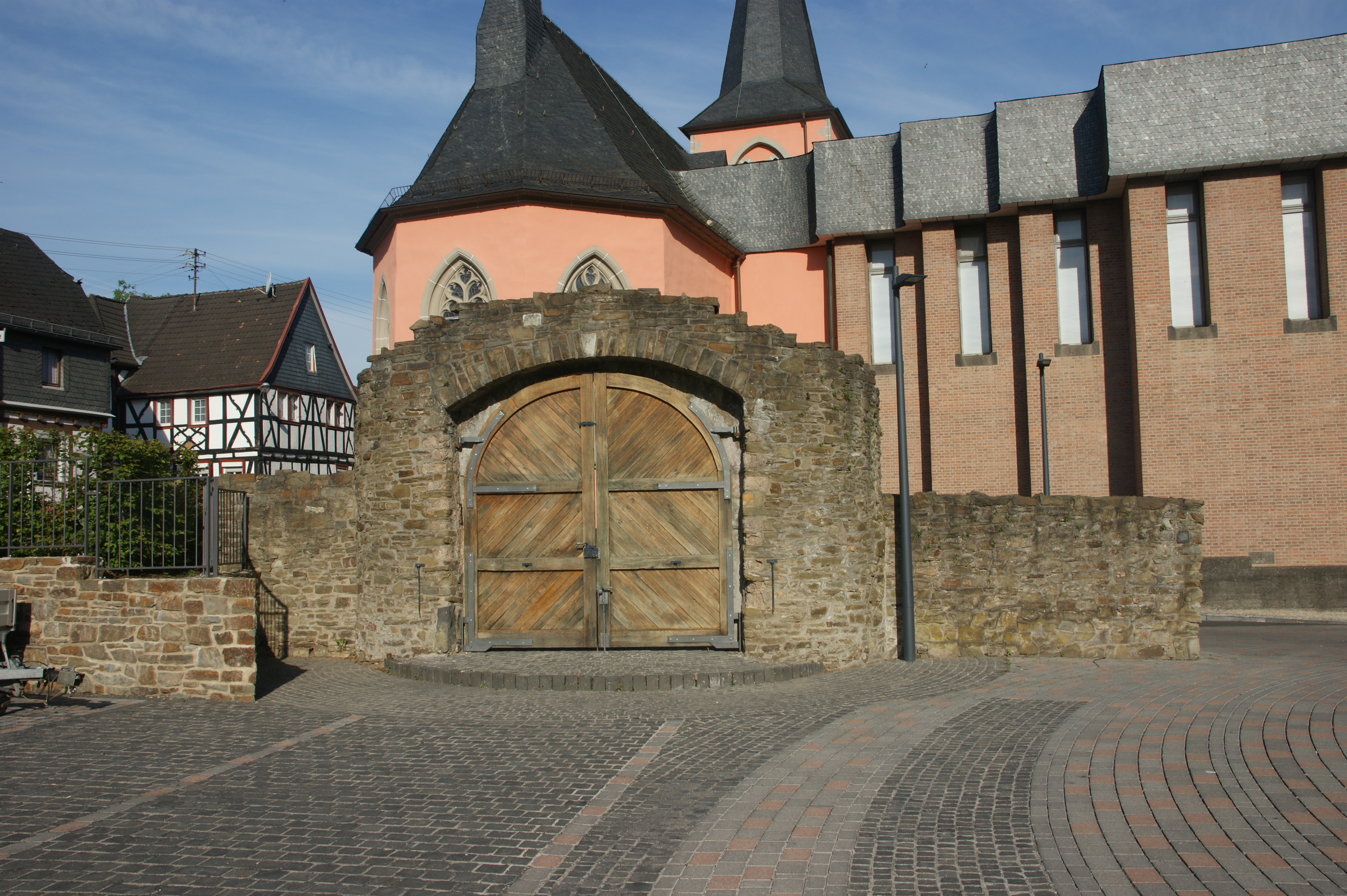
Die rundbogige Toreinfahrt an der Kirche

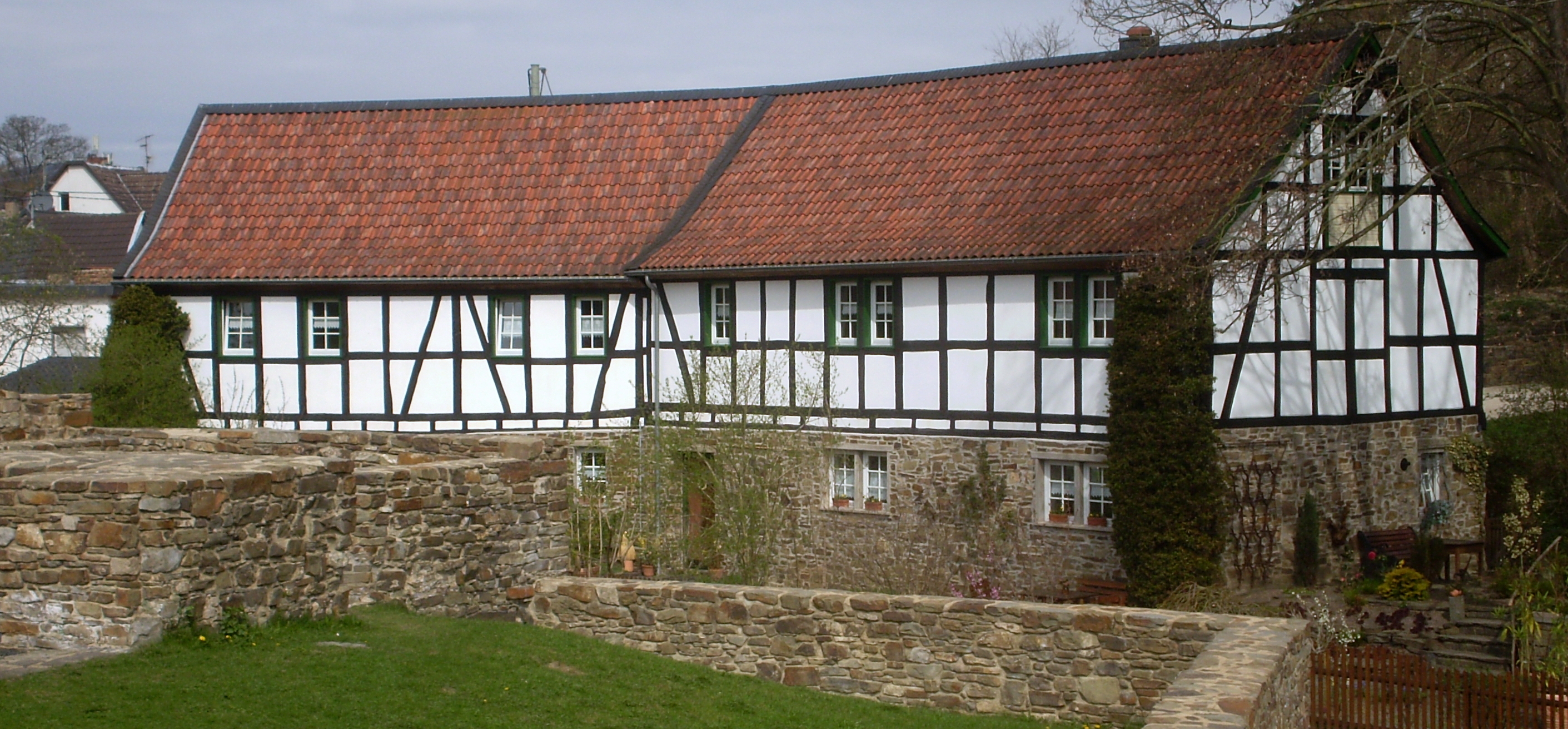
Ehemaliges Wirtschaftsgebäude der Burg

Ursprung und Kern der Unteren Burg war ein vier- bis fünfgeschossiger Wohnturm auf quadratischem Grundriss mit pyramidalem Schieferdach. Die Fensteranordnung war unregelmäßig. Ein fünf Meter breiter und drei bis vier Meter tiefer Wassergraben (Stand: 1940) umgab das Gebäude. Ein dreigeschossiger Anbau auf der Westseite mit Tonnengewölbe im Erdgeschoss wird auf die Zeit der Spätgotik datiert. Im 17. Jahrhundert entstand ein viergeschossiger südlicher Flügel inkl. Treppenhaus, dessen Erdgeschoss ein Kreuzgratgewölbe aufwies und vermutlich als Kapelle diente. Die obere Hälfte dieses Flügels war ebenso wie ein wirtschaftlich genutzter Anbau an der Nordseite und ein zweigeschossiger Aufbau des spätgotischen westlichen Trakts eine Fachwerkkonstruktion. Der Eingang zur Burg stammte aus dem Ende des 17. Jahrhunderts, als er erneuert worden war. Südlich des Burggebäudes befanden sich Keller und Stallgebäude, nördlich ist unmittelbar am Breitbach mit einem langgestreckten Fachwerkbau aus dem 18. Jahrhundert ein ehemaliges Wirtschaftsgebäude der Unteren Burg erhalten geblieben.
Nach der 2008/2009 abgeschlossenen Sanierung der Burgruine haben die freigelegten und wiederhergestellten Grundmauern des Hauptgebäudes eine Höhe von etwa einem Meter. An der Ost- und Südseite der Ruine ist auch ein Teil des ursprünglichen Grabens wieder wasserführend. Nach Westen wird das Gelände von dem mit der rundbogigen Toreinfahrt direkt gegenüber der Kirche erhaltenen Teil der ehemaligen Umfassungsmauer abgegrenzt. Das Wappen am Tor ist aufgrund der Ordenskette des bayerischen Ordens des hl. Michael  Freiherr Franz Ludwig Anselm von Breidbach-Bürresheim (1718–1796) zuzuordnen, kurtrierischer Oberstkämmerer, Oberamtmann zu Koblenz und Ehrenbreitstein.
Das rundbogige Tor der Unteren Burg und das ehemalige Wirtschaftsgebäude aus dem 18. Jahrhundert stehen als Kulturdenkmal unter Denkmalschutz, die Grundmauern als Bodendenkmal. Die Untere Burg gilt als eine der ältesten Wasserburgen des Rheinlandes.